# Birk (navn)
 For alternative betydninger, se Birk (flertydig). (Se også artikler, som begynder med Birk)
Birk er et drengenavn, der er relativt sjældent anvendt i Danmark. I 2015 var der 623 danskere med navnet Birk ifølge Danmarks Statistik.
Navnet anvendes også som mellemnavn og efternavn. Det bruges også i den norske afledning Bjørk og den svenske afledning Björk, begge disse afledninger er oprindelig et drengenavn men anvendes i dag også som pigenavn.
Navnet har flere mulige oprindelser:
- En mulig tysk forkortelse af drengenavnet Burkhard, som er dannet af det gammelhøjtyske Burg, der betyder hjælp, redning eller beskyttelse, og harti, der betyder hård eller stærk.
- En variant af drengenavnet Burke, der er kommet af det oldengelske burh, der betyder fæstning.

## Kendte mennesker med navnet
- Birk Engstrøm (født 1950), norsk fodboldspiller.

## Navnet anvendt i fiktion
- Birk er en figur i Astrid Lindgrens Ronja Røverdatter.